# 슈불레스 박물관

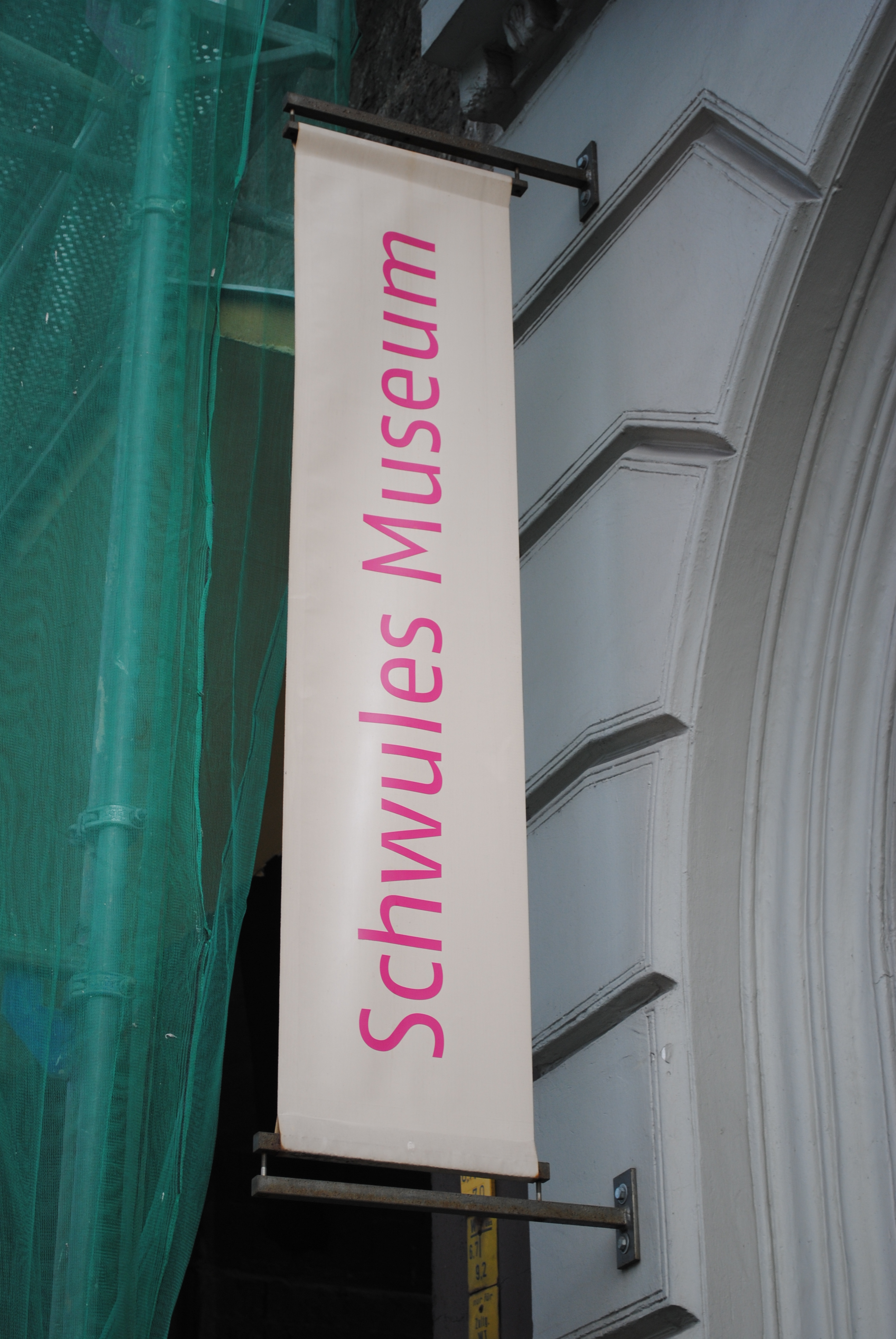
슈불레스 박물관

슈불레스 박물관(Schwules Museum)은 독일 베를린에 위치한 LGBT 박물관이다. 1985년 12월 6일 설립되었다.